# Rallye du Bosphore
Ne pas confondre avec le Rallye de Turquie.
Le Rallye du Bosphore (ou rallye d'Istanbul) est une compétition annuelle de rallye automobile de plus de 40 années d'existence, initialement sur asphalte et désormais sur terre depuis 2007.

## Histoire
Il est l'un des plus anciens rallyes de Turquie. Sa première édition s'est déroulée sur plus de 2000 km, en reliant les villes d'Istanbul, Şile, Adapazarı, Kandıra, Akçakoca, Zonguldak, Amasra, Devrek, Bolu, Beypazarı, Ankara, Nallıhan, Taraklı, Bilecik, Bursa, Uludağ et Karamürsel (38 participants).
Il est inscrit au calendrier du Championnat d'Europe des rallyes sans discontinuer depuis 1996. En 2000, il s'est vu attribuer son plus haut coefficient, et a été retransmis en direct sur trois chaînes télévisées turques (38 classés sur 73 partants). Isolde Holderied termina alors 5e, et le vainqueur (le danois Henrik Lundgaard, de la même équipe) devint la même année champion d'Europe. Débuta alors le parrainage par Tofaş Fiat pour une durée de sept ans, jusqu'à l'incorporation - éphémère - en IRC. Les vainqueurs 2003 et 2004 devinrent également champion d'Europe. Nicolas Vouilloz réussit à le remporter tant en championnat européen qu'intercontinental.
Le Bulgare Ilia Tchoubrikov s'y imposa par trois fois. Le Français Simon Jean-Joseph à deux reprises consécutives. Renault vient en tête des marques au palmarès avec neuf consécrations. Le Rallye du Bosphore ne doit pas être confondu avec le Rallye de Turquie, qui compta à quatre reprises pour le Championnat du monde des rallyes.

## Palmarès
| Année | Édition                | Pilote             | Copilote             | Voiture                   | Championnats internationaux |
| ----- | ---------------------- | ------------------ | -------------------- | ------------------------- | --------------------------- |
| 1972  | 1. Günaydın Rally      | Engin Serozan      | Turgut Ođuz          | Renault 12 TS             |                             |
| 1973  | 2                      | Levent Pekün       | Mehmet Karabeyođlu   | Renault 12 TS             |                             |
| 1974  | 3                      | Faruk Süren        | Lemi Tanca           | Renault 12 TS             |                             |
| 1975  | 4                      | Aytaç Kot          | Ercan Ayan           | Renault 12 TS             |                             |
| 1976  | 5                      | Renç Koçibey       | Sabit Akça           | Murat 124                 |                             |
| 1977  | 6                      | Ali Bacıoğlu       | Metin Çeker          | Opel Kadett GTE           |                             |
| 1978  | 7                      | Ilia Tchoubrikov   | Kold Tchoubrikov     | Renault 5 Alpine          |                             |
| 1979  | 8                      | Renç Koçibey       | Romolo Marcopoli     | Ford Escort RS 2000       |                             |
| 1980  | 9                      | Azmi Avciođu       | Beyza Avciođlu       | Murat 131                 |                             |
| 1981  | 10                     | Ilia Tchoubrikov   | Kaltcho Hinov        | Renault 5 Alpine          |                             |
| 1982  | 11                     | Radoslav Petkov    | Kaltcho Hinov        | Porsche 911               |                             |
| 1983  | 12                     | Ilia Tchoubrikov   | Palman Tchoubrikov   | Renault 5 Alpine          |                             |
| 1984  | 13                     | Franz Wurtz        | Johannes Geitz       | Audi Quattro              |                             |
| 1985  | 14                     | Kalevi Aho         | Timo Hakala          | Opel Manta                |                             |
| 1986  | 15                     | Gerhard Kalnay     | Gunter Tazriter      | Škoda LR 130              |                             |
| 1987  | 16                     | Kalevi Aho         | Timo Hakala          | Renault 11 Turbo          |                             |
| 1988  | 17                     | Emre Yerlici       | Can Okan             | Audi Coupe Quattro        |                             |
| 1989  | 18                     | Emre Yerlici       | Can Okan             | Lancia Delta Integrale    |                             |
| 1990  | 19.                    | Philippe Bugalski  | Denis Giraudet       | Renault 11 Turbo          |                             |
| 1991  | 20                     | Ali Bacıoğlu       | Metin Çeker          | Lancia Delta Integrale    |                             |
| 1992  | 21                     | İskender Atakan    | Yusuf Avimelek       | Lancia Delta Integrale    |                             |
| 1993  | 22.                    | İskender Atakan    | Can Okan             | Lancia Delta Integrale    |                             |
| 1994  | 23.                    | Ercan Kazaz        | Cem Bakançocukları   | Lancia Delta Integrale    |                             |
| 1995  | 24.                    | Mark Higgins       | Cliff Simmons        | Nissan Sunny              |                             |
| 1996  | 25. Rally of Turkey    | Serdar Bostancı    | Cihat Gürkan         | Ford Escort Cosworth      | ERC                         |
| 1997  | 26. Rally of Turkey    | Volkan Işık        | İlham Dökümcü        | Ford Escort WRC           | ERC                         |
| 1998  | 27. Rally of Turkey    | Alessandro Fiorio  | Nadia Mazzon         | Ford Escort WRC           | ERC                         |
| 1999  | 28. Rally of Turkey    | Volkan Işık        | Erkan Bodur          | Toyota Celica             | ERC                         |
| 2000  | 29. Rally of Turkey    | Henrik Lundgaard   | Jean Christian Anker | Toyota Corolla WRC        | ERC                         |
| 2001  | 30. Tofaş Rally Turkey | Armin Kremer       | Fred Berssen         | Toyota Corolla WRC        | ERC                         |
| 2002  | 31. Tofaş Rally Turkey | Janusz Kulig       | Jarek Baran          | Ford Focus WRC            | ERC                         |
| 2003  | 32. Tofaş Rally Turkey | Bruno Thiry        | Jean-Marc Fortin     | Peugeot 206 WRC           | ERC                         |
| 2004  | 33. Fiat Rally         | Simon Jean-Joseph  | Jack Boyere          | Renault Clio S1600        | ERC                         |
| 2005  | 34. Fiat Rally         | Simon Jean-Joseph  | Jack Boyere          | Renault Clio S1600        | ERC                         |
| 2006  | 35. Fiat Rally         | Giandomenico Basso | Mitia Dotta          | Fiat Grande Punto S2000   | ERC                         |
| 2007  | 36. Fiat Rally         | Nicolas Vouilloz   | Nicolas Klinger      | Peugeot 207 S2000         | ERC                         |
| 2008  | 37. Istambul Rally     | Luca Rossetti      | Matteo Chiarcossi    | Peugeot 207 S2000         | ERC, IRC                    |
| 2009  | 38. Istambul Rally     | Michal Solowow     | Maciek Baran         | Peugeot 207 S2000         | ERC                         |
| 2010  | 39. Bosphorus Rally    | Luca Rossetti      | Matteo Chiarcossi    | Abarth Grande Punto S2000 | ERC                         |
| 2011  | 40. Bosphorus Rally    | Yağiz Avci         | Bahadir Gucenmez     | Ford Fiesta S2000         | ERC                         |
| 2012  | 41. Bosphorus Rally    | Juho Hänninen      | Mikko Markkula       | Škoda Fabia S2000         | ERC                         |